# 8,8 cm Flak 41
8,8 cm Flak 41 (нім. 8,8-cm Flugabwehrkanone 41) — німецька зенітна гармата калібру 88 мм періоду Другої світової війни. Розроблена компанією Rheinmetall на початку 1940-х як потужніша альтернатива для Flak 18/36/37, що складали основу важких протиповітряних гармат Німеччини. Виготовлено всього 556 одиниць.
Гармату від початку створювали як систему подвійного призначення, зенітну й протитанкову, однак застосовували їх практично тільки для протиповітряної оборони на території Німеччини. Попри те, що вона виявилась дорога та проблемна, за бойовою ефективністю вона перевершувала 105-мм Flak 38/39.

## Історія
Наприкінці 1930-х посадовці почали розуміти, що 88-мм гармати Flak 18/36/37 будуть недостатні проти цілей, що літають швидше та вище за існуючі на той час літаки. 1939 року компанії Rheinmetall надали контракт на створення нової артилерійської системи. Вимоги Люфтваффе передбачали початкову швидкість снаряда не менше 1000 м/с, масу снаряда 9,4 кг, бойову масу не більше 8 тонн і швидкострільність 25 постр./хв. Проєкт отримав назву Gerät 37 («обладнання 37»), а 1941 року для уникнення плутанки з Flak 37 її перейменували як Flak 41.
Гармата отримала значну кількість новацій, у тому числі ствол завдовжки 74 клб, що складався з щонайменше п'яти секцій. Це було продовження напрацювань ствола RA 9, який Rheinetall розробила для Flak 36. Цей ствол став причиною значної кількості проблем, що виникли пізніше. Крім того, гармата була складна у виробництві, потребувала багато ресурсів і коштувала 60 000 райхсмарок. Райсхміністр Альберт Шпеер вважав, що програму слід скасувати, однак у світлі появи 4-моторних бомбардувальників Союзників її продовжили, можливо, за наполяганням самого Гітлера, оскільки альтернативи цій гарматі на той момент не було.
1942 року Міністерство авіації розуміло, що Flak 18/36/37 ще певний час складатимуть основу протиповітряної оборони. Посадовці вирішили, що принаймні частину наявних гармат можна модифікувати під потужніші боєприпаси Flak 41. Випробування проводили Krupp і Rheinmetall. Просто встановити ствол Flak 41 на установку Flak 36/37 не вийшло. У результаті створили версію з однокомпонентним стволом від Flak 18 під боєприпаси Flak 41 і з деякими іншими модифікаціями від цієї гармати. Було виготовлено незначну кількість, близько 13 одиниць.
Перші гармати надійшли до Люфтваффе наприкінці 1943 року. Виготовленням займались лише два заводи: Rheinmetall-Borsig у Дюссельдорфі та Skoda-Werke в Дубниці, однак перший потерпав від бомбардувань, а другий зміг розгорнути виробництво лише наприкінці 1944 року.
Варіанти Flak 41 для встановлення на самохідну техніку не розробляли через велику довжину пострілу. Було кілька спроб створення самохідної установки, однак вони обмежувались макетами та прототипами.
| 1941 | 1942 | 1943 | 1944 | 1945 | Всього |
| ---- | ---- | ---- | ---- | ---- | ------ |
| 0    | 48   | 122  | 290  | 96?  | 556    |

## Опис

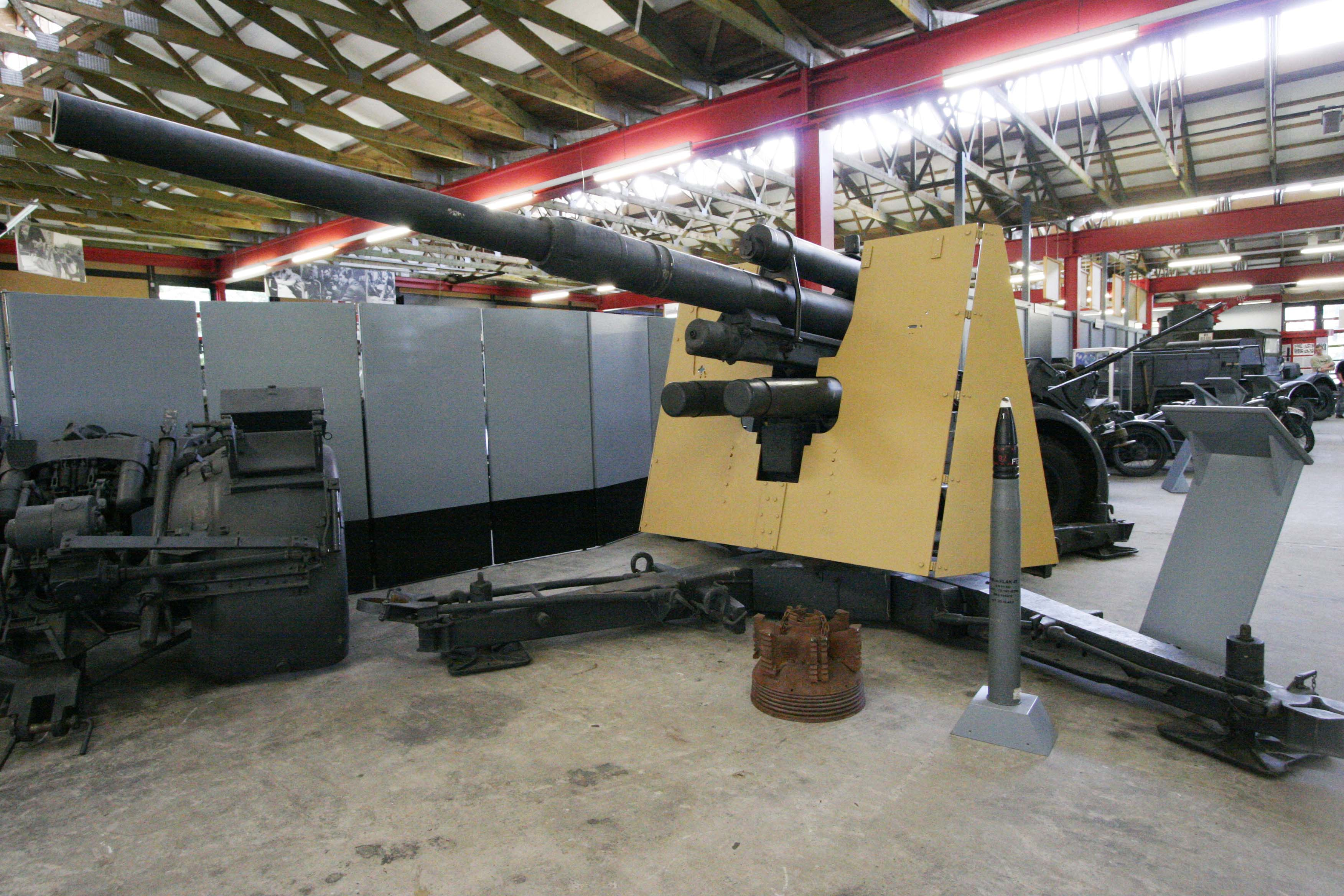
Бронебійний постріл до Flak 41 поруч із гарматою Flak 37

Унітарні постріли гармати використовували ті самі снаряди, що й постріли Flak 18/36/37, однак із подовженою до 855 мм гільзою з 5,12 кг з метальною речовиною Gudol та електричним запалюванням. Найпопулярніший уламково-фугасний боєприпас отримав позначення 8,8 cm Sprgr Patr Flak 41 й розвивав початкову швидкість близько 1000 м/с. Також були бронебійні снаряди Pzgr 39-1 та Pzgr 40.
Тягачем для Flak 41 обрали напівгусеничний Sd Kfz 8. Деяку частину гармат виготовляли в стаціонарній версії Flak 41/2.

## Характеристики
- Маса в похідному положенні: близько 11 200 кг
- Маса в бойовому положенні: близько 8000 кг
- Довжина в бойовому положенні: 9658 мм
- Висота в бойовому положенні: 2360 мм
- Ширина в бойому положенні: 2400 мм
- Обслуга: 12 осіб

- Калібр: 88 мм
- Довжина ствола: 6548 мм (74 клб)
- Кут підвищення: -3°…+90°
- Кут горизонтального наведення: 360°
- Швидкострільність: 22—25 постр./хв
- Максимальна висота: 19 800 м
- Практична висота: 14 700 м
- Початкова швидкість снаряда:
  - Уламково-фугасний Sprgr: 1000 м/с
  - Бронебійний Pzgr 39-1: 980 м/с
  - Бронебійний Pzgr 40: 1125 м/с[1]

|                     | Pzgr 39-1 | Pzgr 40  |
| ------------------- | --------- | -------- |
| Початкова швидкість | 980 м/с   | 1125 м/с |
| Пробиття на 100 м   | 194 мм    | 237 мм   |
| 500 м               | 177 мм    | 216 мм   |
| 1000 м              | 159 мм    | 192 мм   |
| 1500 м              | 142 мм    | 171 мм   |
| 2000 м              | 127 мм    | 152 мм   |

## Бойове застосування
Перше бойове застосування відбулось у Туніській кампанії 1943 року. Туди спрямували 44 гармати, з яких 22 затонули дорогою, а решта провели більше часу в ремонтних майстернях, ніж на полі бою. Вцілілі гармати потрапили до рук Союзників після захоплення Тунісу.
Надалі Flak 41 застосовували практично тільки для протиповітряної оборони на території Німеччини — попри те, що її задумували як систему подвійного призначення, як зенітну й протитанкову водночас. Гармата, хоч була проблемна, мала видатні характеристики й перевершувала 105-мм Flak 38/39, тому їх розгортали для прикриття найважливіших цілей.